# کنت (فیلم)
کنت (به انگلیسی: The Count) فیلمی کوتاه و صامت به کارگردانی چارلی چاپلین با بازی چارلی چاپلین، ادنا پرواینس، جیمز تی. کلی، اریک کمبل و تولید سال ۱۹۱۶ می‌باشد.